# Borut Marinček

Borut Marinček (1960)

Borut Marinček (* 22. Februar 1915 in Triest; † 30. Januar 2004 in Küsnacht; heimatberechtigt in Küsnacht) war ein jugoslawisch-schweizerischer Metallurg und Professor an der ETH Zürich.

## Leben
Borut Marinček absolvierte 1933 das Gymnasium in Celje und 1937 die Technische Fakultät in Ljubljana. Nach dem Militärdienst war er bis 1940 Leiter der Miliz in Celje, dann studierte er Metallurgie, promovierte (1941) und war bis 1943 Assistent am Institut für Metallurgie der Technischen Hochschule in Berlin, als er zusammen mit Robert Durrer in die Schweiz ging. Dort wurde er Betriebsingenieur bei den von Roll’schen Eisenwerken in Gerlafingen, baute und leitete eine Fabrik zur Herstellung von Grauguss und Mineralwolle und war gleichzeitig Assistenzprofessor am Institut für Metallurgie der ETH Zürich. Von 1950 bis 1955 leitete er die Giesserei von Roll Choindez, hauptsächlich für die Herstellung von Grauguss-Schleuderrohren und verwandten Gussstücken und einen Elektroofen für die Verhüttung von Grauguss aus Eisenerz.
Marinček war von 1951 bis 1961 als Privatdozent an der ETH Zürich tätig. Im Jahr 1959 wurde ihm in Anerkennung seiner Verdienste in Lehre und Forschung der Titel eines Professors verliehen. Von 1961 bis zu seiner Emeritierung im Jahr 1980 wirkte er als ordentlicher Professor für Metallurgie, Giessereikunde und metallische Werkstoffe. Seine Professur wurde 1970 umbenannt in Metallurgie. Er war einige Jahre Vorsteher des Instituts für Metallurgie. Von 1978 bis 1979 war er akademischer Gast von Merton C. Flemings am Massachusetts Institute of Technology.

## Forschung
Seine Forschungsschwerpunkte waren metallurgische Raffinationsmethoden und Giessverfahren von Eisenwerkstoffen. Auf diesen Gebieten war er ein weltbekannter Pionier.

## Publikationen (Auswahl)
Zahlreiche Vorträge auf internationalen Kongressen und Artikel in den Fachzeitschriften.
- Heutiger Stand und Weiterentwicklung der Roheisenerzeugung. AG für Verlag und Druck, Goldach 1962.
- Stoff- und Wärmeumsatz metallurgischer Vorgänge. Springer, Berlin 1964.
- mit Herbert Karl Kohl: Über die Kinetik der Reduktion der Eisenoxyde mit Graphit. Stahleisen, Düsseldorf 1965.